# Труш Іван Трохимович
Іван Трохимович Труш (? — ?) — український радянський діяч, новатор виробництва, машиніст електровоза локомотивного депо станції Красний Лиман Донецької області. Депутат ВР УРСР 6-го і 7-го скликань.

## Біографія
На 1960-ті роки — машиніст електровоза локомотивного депо станції Красний Лиман Донецької залізниці.

## Нагороди
- ордени
- медалі